# Rhaphipodus bonni
Rhaphipodus bonni là một loài bọ cánh cứng trong họ Cerambycidae.